# Мишијана Шорс (Индијана)
Мишијана Шорс (енгл. Michiana Shores) град је у америчкој савезној држави Индијана.

## Демографија
По попису из 2010. године број становника је 313, што је 17 (-5,2%) становника мање него 2000. године.
|                   | 2010.        | 2000.        |
| Укупно            | 313 (100,0%) | 330 (100,0%) |
| Белци             | 298 (95,21%) | 301 (91,21%) |
| Хиспаноамериканци | 9 (2,875%)   | 4 (1,212%)   |
| Остали            | 6 (1,917%)   | 13 (3,939%)  |
| Афроамериканци    | 0 (0,000%)   | 1 (0,303%)   |
| Азијати           | 0 (0,000%)   | 11 (3,333%)  |